# Runa (Les Mondes de Thorgal)
Pour les articles homonymes, voir Runa.
Runa est le troisième tome de la série de bande dessinée Les Mondes de Thorgal - La Jeunesse, dont le scénario a été écrit par Yann et les dessins et couleurs réalisés par Roman Surzhenko. L'album fait partie d'une série spin-off qui suit les aventures du jeune Thorgal avant la série principale éponyme.

## Synopsis
Les Vikings vont organiser le Sumarblōt, une grande fête estivale. Au cours de celle-ci, le roi Gandalf-le-fou va faire fiancer sa fille Aaricia a un beau parti de la région. Il a déjà choisi le futur époux, Nigürd Holgersön.
Aaricia n'est pas d'accord avec ce choix qu'elle apprend en avance et, avec Thorgal, ils décident de quitter définitivement le village à la fin de la cérémonie.
Des différents prétendants à la main d'Aaricia, Nigürd est le moins fort et le plus laid, surnommé Ratatösk par Aaricia en raison de sa dentition proéminente qui rappelle celle de l'écureuil qui vit sur l'arbre géant Yggdrasil.
Pour départager les candidats, Gandalf les défie aux échecs. Il avait préparé cette ruse afin d'être sûr de choisir son gendre sans offenser les autres prétendants. Il apprend à jouer auprès de son conseiller Hiérulf-le-Penseur, auquel il demande surtout des « coups » pour vaincre ses adversaires. Il ne maîtrise donc pas vraiment le jeu. Gandalf bat tous les prétendants, qui viennent de découvrir le jeu, mais il laisse volontairement gagner Nigürd.
Runa, une skjaldmö, une vierge guerrière, défie alors Gandalf dans une variante du jeu d'échecs qu'elle connaît, avec seulement un roi et trois pions dans chaque camp. Elle le bat, obtenant ainsi la main d'Aaricia. Gandalf, aviné, exige sa revanche et met sa couronne en jeu. Il perd à nouveau. Il tente de revenir sur sa promesse par la force mais il est maîtrisé et humilié par Runa, qui lui révèle être la fille d'un de ses anciens compagnons qu'il a trahi. Elle donne enfin le signal d'une attaque permettant à des Berserkers d'attaquer le village pour le piller. Leur forfait commis ils fuient à bord d'un drakkar, emmenant Aaricia avec eux.
Gandalf-le-fou ordonne de les poursuivre mais ses hommes refusent car il a été déchu de sa couronne et a en outre été convaincu d'avoir assassiné un viking en lui plantant une hache dans le dos.
De son côté, Thorgal, Nigürd Holgersön et Sigurd Danysön, un autre prétendant à la main d'Aaricia, se lancent à la poursuite des Berserkers.

## Publications
- Le Lombard, avril 2015  (ISBN 978-2803635429)